# Herbert Städtke
Herbert Städtke (* 17. März 1931 in Magdeburg; † 11. Januar 2008) war ein deutscher Konteradmiral der Volksmarine und langjähriger Kommandeur der Grenzbrigade Küste.

## Leben
Städtke, Sohn eines Schlossers, lernte von 1947 bis 1950 ebenfalls diesen Beruf nach Beendigung der Schule. Von 1950 bis 1952 studierte er an der Arbeiter-und-Bauern-Fakultät, 1952/53 an der Universität Rostock. Am 1. November 1953 trat er bei der Volkspolizei See in die bewaffneten Organe der DDR ein und begann eine Ausbildung an der Seeoffizierslehranstalt in Stralsund. 1956 wurde er Mitglied der SED. Von 1956 bis 1957 war er Schiffskommandant in der 7. Flottille und von 1958 bis 1959 in der 6. Grenzbrigade Küste. Die Grenzbrigade bestimmte seine folgende Karriere. Er diente zunächst als Stabsoffizier von 1959 bis 1962. 1962 war er Kommandeur eines Gefechtsstandes. Von 1963 bis 1966 studierte er an der Militärakademie der NVA Friedrich Engels in Dresden. 
Nach seiner Rückkehr in die 6. Grenzbrigade Küste war er Leiter einer operativen Unterabteilung des Stabes. Von 1967 bis 1979 fand als stellvertretender Kommandeur und Stabschef der Grenzbrigade Verwendung und wurde am 1. Dezember 1979 als Nachfolger von Konteradmiral Heinrich Jordt deren Kommandeur. Am 1. März 1984, dem 28. Jahrestag der NVA-Gründung, wurde Städtke zum Konteradmiral ernannt. Nachdem die Grenzbrigade Küste am 1. April 1990 aus dem Bestand der Volksmarine herausgelöst und dem Chef der Grenztruppen unterstellt worden war, wurde sie am 2. Mai 1990 durch Beschluss des Ministerrates der DDR in den Bestand des Ministeriums des Innern der DDR eingegliedert. Am 30. September 1990 wurde Städtke in den Ruhestand entlassen. Er lebte zuletzt in Rostock.

## Auszeichnungen
- Vaterländischer Verdienstorden in Bronze
- Kampforden „Für Verdienste um Volk und Vaterland“ in Gold
- 1981 Artur-Becker-Medaille in Gold[3]